# Andrew Dickson White
Andrew Dickson White, född 7 november 1832 i Homer, delstaten New York, död 4 november 1918 i Ithaca, delstaten New York, var en amerikansk historiker och diplomat.
White graduerades 1853 vid Yale University, studerade 1854–56 i Paris och Berlin samt tjänstgjorde dessemellan ett halvår 1854–55 som attaché vid amerikanska beskickningen i Sankt Petersburg. Han var 1857–62 professor i historia och engelsk litteratur vid University of Michigan i Ann Arbor, var 1863–67 ledamot av New Yorks senat och genomdrev där flera viktiga lagar om höjande av delstatens undervisningsväsen. 
White blev 1867 rektor för det på hans initiativ och med stöd av en stor donation från hans senatskollega Ezra Cornell tillkomna Cornell University i Ithaca, New York, samt innehade där även lärostolen i modern historia. Åren 1879–81 var White amerikansk minister i Berlin, återvände sedan till sitt universitetsrektorat, som han nedlade 1885. Han utsågs 1888 till en av direktörerna för Smithsonian Institution. 
White var 1892–94 minister i Sankt Petersburg, 1895–96 ledamot av kommissionen för gränsfrågan mellan Venezuela och Brittiska Guyana, 1897–1903 amerikansk ambassadör i Berlin och 1899 förste amerikansk delegerad vid Haagkonferensen. Han var en av stiftarna av American Historical Association och dess förste president.